# Louis Rohou
Louis Marie Rohou (ur. 17 maja 1881 w Lambézellec, ob. dzielnica Brestu, zm. 30 czerwca 1943 w La Rochelle) – francuski zapaśnik walczący w stylu klasycznym. Olimpijczyk z Antwerpii 1920, gdzie zajął dziewiąte miejsce w wadze lekkiej.

## Letnie Igrzyska Olimpijskie 1920
| Konkurencja            | Rundy eliminacyjne  | Rundy eliminacyjne | Turniej o srebrny medal     | Klas. końcowa |
| Konkurencja            | 1/16                | 1/8                | Przeciwnik I                | Miejsce       |
| ---------------------- | ------------------- | ------------------ | --------------------------- | ------------- |
| 67,5 kg styl klasyczny | Ahmad Rahmi (EGY) Z | Emil Väre (FIN) P  | Charles Frisenfeldt (DEN) P | 9.            |